# Cantón Rumiñahui
Cantón Rumiñahui är en kanton i Ecuador.   Den ligger i provinsen Pichincha, i den centrala delen av landet, 25 km söder om huvudstaden Quito.